# Verificação de fatos
A verificação de fatos (português brasileiro) ou factos (português europeu) ou verificação de dados ou ainda checagem de fatos (também referida pelo termo em inglês fact-checking) em jornalismo refere-se ao trabalho de confirmar e comprovar fatos e dados usados em discursos (sobretudo políticos) nos meios de comunicação e outras publicações. Seu propósito é detectar erros, imprecisões e mentiras. É um caso especial do jornalismo investigativo.
Embora esse trabalho exista desde o início do jornalismo, a partir da primeira década do século XXI emergiram meios que se dedicam exclusivamente à verificação de fatos, sobretudo na Internet.

## Imprensa escrita
Na imprensa escrita, desde o século XX é comum que haja jornalistas dedicados exclusivamente à verificação de dados. O semanário alemão Der Spiegel é, segundo um artigo do Columbia Journalism Review, o meio de massa que mais pessoas emprega para esta tarefa, com aproximadamente 80 jornalistas.

## Verificação ou checagem de fatos no ambiente digital
A origem do fenômeno atual do verifiacação de dados na web originou-se na imprensa anglo-saxã. Nos Estados Unidos o fenômeno adquiriu popularidade com o estabelecimento do site sem fins lucrativos Factcheck.org (2003), seguido pelo PolitiFact (do St. Petersburg Times) e The Fact Checker (do Washington Post), no ano 2007. Seguiram-lhe diferentes meios online no Reino Unido (Channel 4 Fact Check e Full Fact), e na Argentina, onde a principal referência é o Chequeado, fundado em 2010. No Brasil, os pricipais sites de verificação de fatos são a Agência Lupa, Truco (da agência Pública) e Aos Fatos. Na França o fenómeno se popularizou antes das eleições presidenciais de 2012.
Com a popularização de notícias falsas na internet, o hábito de verificar as notícias passou a ser hábito também para os leitores. Pesquisa realizada em 2017 mostrou que 76% das pessoas em países como Brasil, França, EUA e Reino Unido checavam a veracidade da notícia que haviam lido ao conferir outras fontes. A confiança nas notícias é, em geral, maior para meios de comunicação mais tradicionais, como revistas impressas, canais de notícia 24h e radiojornalismo.
Paralelamente na Alemanha emergiu o watchblog como gênero de blogs, termo criado a partir da fundação do blog BILDblog em 2004, o qual observava e verificava os artigos do jornal Bild, o de maior circulação do país. O BILDblog chegou a ser o blog mais popular na Alemanha, recebeu elogios do filósofo Jürgen Habermas e desde 2009 dedica-se também à verificação de fatos em outros meios.

## Agências de checagem
As agências de checagem têm como grande propósito ajudar o público a ter mais segurança na leitura de notícias e dos demais conteúdos de internet, diminuindo a propagação de notícias falsas, sobretudo nas redes sociais. Essas agências surgem da necessidade de se criar, através do jornalismo, mecanismos mais seguros para proteger o público e as instituições democráticas em um cenário de disseminação de enorme quantidade de notícias falsas. Tarefa essencial do jornalismo, a prática de checar notícias e informações não é uma novidade trazida pela era digital. Checar, apurar, confrontar, comparar, são práticas essenciais do exercício jornalístico.
O americano Ralph Pulitzer entrou para a história do jornalismo como o primeiro a implantar em seu próprio jornal (The World, herdado de seu pai, Joseph Pulitzer) um setor destinado ao fact checking. Com a tarefa específica de checar as informações jornalísticas antes que elas chegassem ao público, Ralph Pulitzer e Isaac White, editores chefe do The World, criam o Bureau for Accuracy and Fair Play, em 1913.
Na era do jornalismo digital, as primeiras tentativas para se criar plataformas de checagem de notícias aconteceram ainda na última década do século 20. Em 1991, o jornalista americano Brooks Jackson recebeu a tarefa de checar se era mesmo verdade tudo aquilo que os possíveis candidatos à presidência dos Estados Unidos diziam nos anúncios de TV. Assim, “Jackson fundou o Ad Police, a primeira equipe jornalística especializada em checar propaganda eleitoral de que se tem notícia”.
Em 2003, foi criada a agência americana FactCheck.org, tida por muitos como a primeira plataforma totalmente digital idealizada para averiguar a veracidade de notícias jornalísticas. A popularização da checagem de notícias ganhou maior intensidade em 2008, no período de eleições para presidente dos EUA. Nesse ano, foram criadas as agências PolitiFact e FactChecker.
A checagem no jornalismo, que também envolve o nível de confiança que a fonte jornalística oferece, é um método importante de avaliação e de certificação da notícia que é apresentada ao público. A necessidade determinada pela difusão diária e massiva de notícias mentirosas (fake news),  fez surgir as agências de checagem de fatos, dados e declarações (fact-checking). As notícias falsas são hoje um fenômeno mundial, disseminadas sobretudo pelas redes sociais digitais.
Alguns especialistas apontam que um dos maiores desafios das agências seria o fato de que a repercussão dos pareceres emitidos pelas agências seria muito restrita, se comparada à força das fake news analisadas. Isso porque, de um modo geral, os veículos de comunicação costumam oferecer menos espaço aos reparos e às retratações do que à notícia original. Além disso, diferente do que ocorre com a maioria das notícias falsas, sobretudo na esfera político partidária, não existem grupos de militantes envolvidos radicalmente na tarefa de disseminar o trabalho e os fatos checados pelas agências

## Organizações de verificação de fatos ou checagem de fatos

### Africa
- Africa check[15]

### Índia
- Boom
- SMHoaxSlayer
- nunayo.news

### Bangladesh
- BD Fact Check
- Jaachai

### Sri Lanka
- FactCheck Sri Lanka

### Japão
- GoHoo
- Japan Center of Education for Journalists (JCEJ)

### Europa
- BBC Reality Check
- Demagog
- FactCheckEU
- Full Fact
- The FactCheck blog
- Les Décodeurs
- Pagella Politica
- Miniver.org
- faktisk.no
- Ferret Fact Service
- Stopfake.org

### América Latina
- Argentina: Chequeado.com[16]
- Brasil: Aos Fatos[17]
- Chile: ChileCheck,[18] Del dicho al hecho,[19] El Polígrafo[20](do jornal El Mercurio)
- Colombia: Colombia Check,[21] Detector de Mentiras[22]
- Guatemala: Con Pruebas[23]
- Mexico: Checa Datos,[24] El Sabueso,[25][26] Verificado[27] o ou checagem
- Peru: OjoBiónico[28]
- Uruguay: UYcheck[29][30]
- Venezuela: Cotejo[31]

### EUA
- FactCheck.org e FactCheckEd.org
- Fact Checker (The Washington Post)
- PolitiFact.com
- Snopes.com
- TruthOrFiction.com

### Brasil
O site E-farsas atua no país desde 1º de abril de 2002, e é mantido por apenas uma pessoa. Desde então, vários outros projetos com objetivos semelhantes surgiram.
Um dos principais veículos de jornalismo independente no Brasil, Aos Fatos foi ao ar pela primeira vez em 7 de julho de 2015 com o objetivo de checar declarações de políticos, projetos de lei e políticas públicas. Com o tempo, passou a aliar tecnologia e investigação jornalística para informar sobre as mentiras que os poderosos contam, endossam e financiam. 
A Agência Lupa, fundada em 2015, opera essa técnica de apuração jornalística no Brasil. Em seu texto de apresentação, a Lupa afirma que “seu plano de negócios começou a ser montado em fevereiro daquele ano e, desde novembro, quando abriu sua redação no Rio de Janeiro, a Lupa acompanha o noticiário [...] buscando corrigir informações imprecisas e divulgar dados corretos. O resultado desse trabalho é vendido a outros veículos de comunicação e também publicado em seu próprio site”.
Em 2020, no período das eleições municipais, o Tribunal Superior Eleitoral (TSE) firmou parceria com nove plataformas de checagem de notícias com o propósito de oferecer ao eleitor melhores condições de verificar a veracidade das notícias a respeito das eleições. O produto desse trabalho de checagem jornalístico ficou à disposição dos eleitores no site da justiça eleitoral, na página “Fato ou Boato”.  As agências de checagem envolvidas, de maneira voluntária (sem contrapartida financeira), na parceria com o tribunal foram: o UOL Confere, projeto do UOL, AFP, Agência Lupa, Aos Fatos, Boatos.org, Comprova, E-Farsas, Estadão Verifica e Fato ou Fake.